# D-Kiekko
D-Kiekko – fiński klub hokeja na lodzie z siedzibą w Jyväskylä.

## Historia
Poprzednikami klubu w mieście były: Jyväskylän Lohi (1974–1990), Lohi-Kiekko (1990–1993), Diskos Jyväskylä (1993–2004, od 1995 grający w drugiej klasie ligowej I-divisioona, od 2000 w Mestis), D-Kiekko (2004–2008). W sezonie 2007/2008 drużyna wygrała ligę Suomi-sarja i ponownie awansowała do Mestis i wtedy dokonano przemianowana klubu na D Team, który funkcjonował w latach 2008-2011 (w tym czasie ściśle współpracował z innym miejskim klubem JYP, występującym w najwyższej klasie SM-liiga i służył temuż jako zespół farmerski). W jego miejsce w 2011 powstał klub JYP-Akatemia, działający do edycji Mestis 2016/2017. Przy tymże klubie istniał twór Diskos Jyväskylä, obejmujący drugą drużynę oraz grupy młodszych roczników, który w 2015 przemianowano na D-Kiekko. Drużyna D-Kiekko przystąpiła do edycji Suomi-sarja 2015/2016.

## Sukcesy
- Złoty medal Suomi-sarja: 2008, 2022